# ثلاث... متطرفين
ثلاث... متطرفين ((بالصينية: 三更2)(هانغل: 쓰리, 몬스터)(باليابانية: 美しい夜、残酷な朝)) هو فيلم رعب مختارات يتكون من ثلاثة مقاطع فردية من ثلاثة مخرجين شرق آسيويين (الصين واليابان وكوريا الجنوبية).
الثلاث مقاطع، «زلابية» من إخراج الصيني فرويت تشان، «اقطع» من إخراج الكوري بارك تشان ووك، «صندوق» من إخراج الياباني تاكاشي مايكه. مقطع «زلابية» صدر كفيلم في دور السينما في نفس السنة ولكنه قطع لنسخة أقصر في هذا الفيلم.

## الممثلون

### زلابية
- ميريام يانغ - بدور السيدة لي.
- باي لينغ - بدور مي.
- بولين لاو - بدور خادمة لي.
- توني ليونج كا فاي - بدور لي.
- ميمي تيان - بدور كوني.

### اقطع
- لي بيونغ هون - بدور المخرج.
- إم وون هي - بدور الغريب.
- كانج هاي-جونج - بدور زوجة المخرج.
- يوم جونغ آه - بدور ممثلة في دور مصاص دماء.

### صندوق
- كيوكو هاسيغاوا - بدور كيوكو.
- أتسورو واتابي - بدور يوشي / هيغاتا.
- ماي سوزوكي - بدور كيوكو الصغيرة.
- يو سوزوكي - بدور شوكو الصغيرة.

## روابط خارجية
- ثلاث... متطرفين على موقع IMDb (الإنجليزية)
- ثلاث... متطرفين على موقع ميتاكريتيك (الإنجليزية)
- ثلاث... متطرفين على موقع نتفليكس (الإنجليزية)
- ثلاث... متطرفين على موقع ألو سيني (الفرنسية)
- ثلاث... متطرفين على موقع Turner Classic Movies (الإنجليزية)
- ثلاث... متطرفين على موقع أول موفي (الإنجليزية)
- ثلاث... متطرفين على موقع بوكس أوفيس موجو (الإنجليزية)
- ثلاث... متطرفين على موقع فيلمافينيتي (الإسبانية)
- ثلاث... متطرفين على موقع قاعدة بيانات الأفلام السويدية (السويدية)
- ثلاث... متطرفين على موقع قاعدة بيانات الفيلم (الإنجليزية)